# Angelico Lipani
Padre Angelico Lipani, al secolo Vincenzo Lipani (Caltanissetta, 28 dicembre 1842 – Caltanissetta, 9 luglio 1920), è stato un religioso cattolico italiano appartenente all'Ordine dei Frati Minori Cappuccini ed un sacerdote; è in corso il processo di beatificazione.
È stato il fondatore della Congregazione delle Suore Francescane del Signore della Città, e promotore della costruzione del III Convento dei Cappuccini a Caltanissetta.

## Biografia

### I primi anni
Nasce a Caltanissetta il 28 dicembre 1842 da Salvatore Lipani (1809 - 1880) e Calogera Raitano (1812 - 1893). Fu battezzato il giorno della nascita in Cattedrale con il nome di Vincenzo. Fu il sesto di otto figli (Pietro Calogero, Pietro, Benedetto Michele, Michele, Michelangelo e le due sorelle Damiana e Teresa).
All'età di sei anni, nel 1849, viene cresimato dall'allora Vescovo Mons. Stromillo.

#### La formazione
Frequenta la scuola del locale Collegio dei Gesuiti di Caltanissetta, dove iniziò anche gli studi teologici. Sentendosi chiamato a una vita dedicata al Signore, fa presente il suo desiderio di farsi francescano, ma viene scoraggiato dai genitori, che hanno recentemente perso un figlio sacerdote, Pietro, morto di broncopolmonite. Deve, dunque, attendere il compimento dei 18 anni per poter iniziare il noviziato presso l'Ordine dei Frati Minori Cappuccini di Palermo; trasferito quasi subito nel convento di Caccamo, dove completa il suo noviziato.
Il 13 ottobre 1861 riceve il saio francescano con il nome di Frate Angelico. Nel 1862 viene ammesso alla prima professione; e il 13 ottobre 1865 emette la Professione Solenne all'età di 23 anni. Il 1º novembre 1865 è ordinato diacono dal Vescovo Mons. Agostino Franco, e sacerdote il 3 dicembre dello stesso anno da Mons. Domenico Ciluffo a Palermo.
Il 28 giugno 1866, a seguito della soppressione e scioglimento degli ordini religiosi, è costretto a rientrare a Caltanissetta; dopo aver dismesso, suo malgrado, il saio francescano e indossato l'abito talare dei preti secolari.

### La maturità
Nel 1872 Mons. Giovanni Guttadauro gli affida la cura della Chiesa del Santissimo Crocefisso, e nell 1874 l'incarico di insegnare Lettere ai seminaristi della Diocesi, incarico che svolse per 35 anni. I primi anni, in mancanza di un seminario, offre le stanze della sagrestia della Chiesa del Signore della Città. Inoltre, per favorire i seminaristi bisognosi di aiutare i genitori nel lavoro, promosse l'insegnamento nelle ore serali; e ad altri, più bisognosi, offre ospitalità nella sua casa privata di Via Parrinello.
Tra i suoi discepoli si annoverano tre Vescovi: Mons Giambro, Mons. Scarlata e Mons. Capizzi; insieme ad un Cattedratico di Patologia Medica dell'Università di Roma il Prof. Gangi, e varie figure di sacerdoti e laici, fra cui il canonico Michele Gerbino, che continuò dopo lui la cura dell'Istituto Signore della Città da lui stesso fondato.
Nel 1877 completa l'opera di ricostruzione della Chiesa del Santissimo Crocefisso, che prima dei suoi interventi versava in condizioni miserevoli. Riusce, anche, ad ottenere per l'edificio dalla Santa Sede la dichiarazione di "Chiesa Francescana"; ciò dopo che era stata trasformata in semplice cappella dell'Ospedale civile, la precedente Chiesa Francescana, annessa al secondo convento dei Frati cappuccini sito in V.le Regina Margherita a Caltanissetta.

Il Convento dei Cappuccini annesso alla Chiesa di San Michele a Caltanissetta

Successivamente nel 1885 acquista un terreno annesso alla Chiesa di San Michele alle Calcare a Caltanissetta, dove, negli anni successivi, con pochi mezzi, inizia l'opera di rifondazione del terzo convento dei Frati Cappuccini.
Il 4 dicembre 1904 i suoi sacrifici sono coronati da successo con l'inaugurazione del nuovo convento dei frati Cappuccini, ancora oggi attivo.

### L'ultimo periodo
Nel settembre 1912 è costretto a ritirarsi, per motivi di salute, nella casa natìa, accudito dalle sorelle, lasciando per sempre il convento da lui fortemente voluto e rifondato. Ricevuto nel 1914 l'indulto manendi extra claustra dal prefetto della Congregazione dei Regolari mantiene fino alla morte l'abito cappuccino.
Il 16 giugno poco prima di morire firma l'atto di erezione dell'Istituto Signore della Città in Ente morale.
Il 9 luglio 1920, dopo otto anni di malattia, spira tra le mura paterne, suscitando presso la cittadinanza tutta un sentimento di grande vuoto ed è subito acclamato a gran voce come uomo Santo. Il corpo fu, inizialmente, sepolto presso una Cappella gentilizia del Cimitero di Santa Maria degli Angeli di Caltanissetta.
Nel 1947 su richiesta dei fedeli le spoglie mortali del Frate furono traslate dal cimitero al Santuario del Signore della Città, dove da allora sono poste nel sarcofago del monumento funebre a lui dedicato.

## Opere

### Fondazione dell'Istituto Signore della Città

Padre Angelico Lipani con il discepolo Padre Gerbino e con le suore ed alunne della comunità delle Suore Francescane del Signore

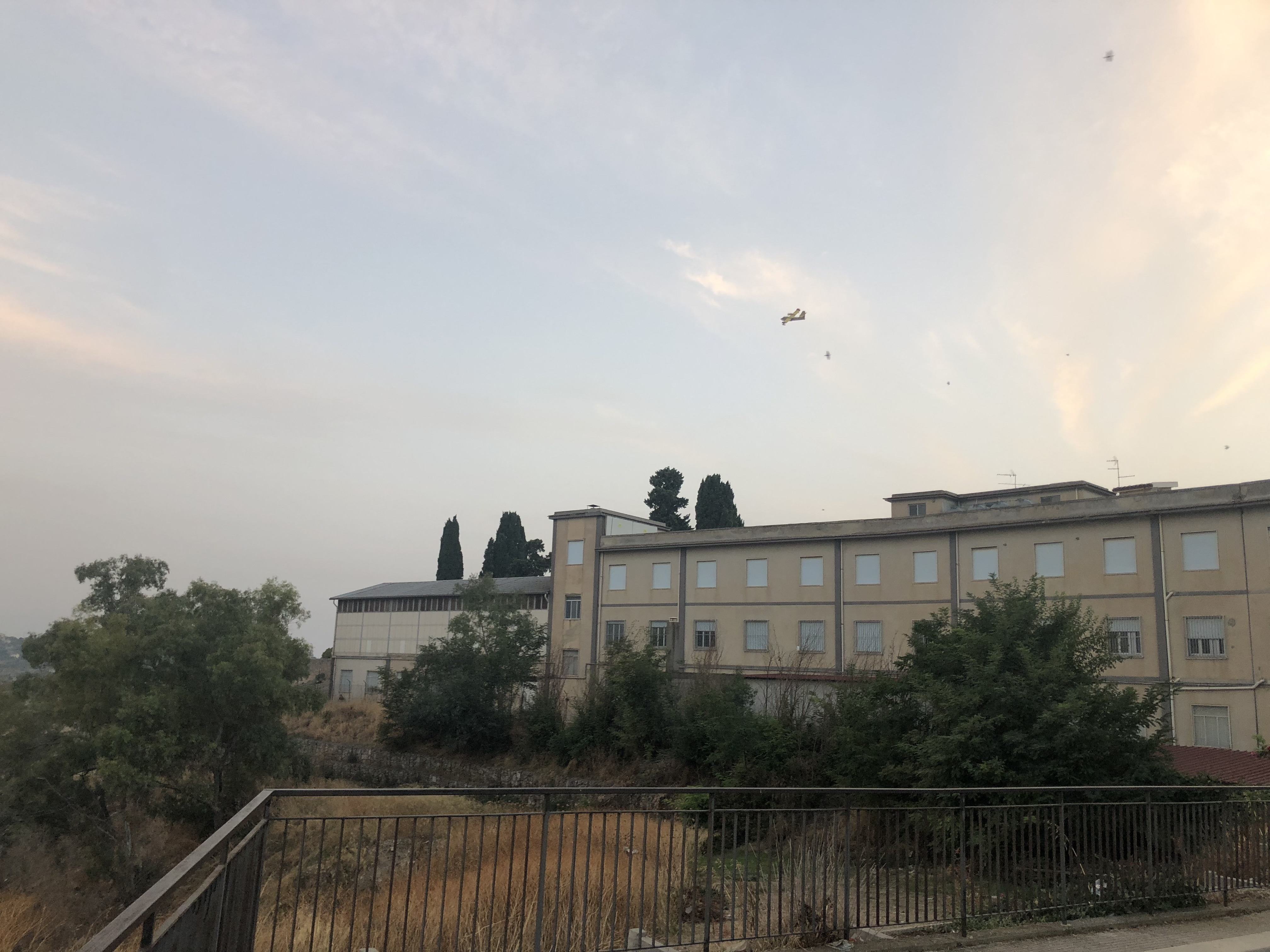
Istituto della Congregazione delle Suore Francescane del Signore, visto dal Piazzale di San Francesco a Caltanissetta

Padre Angelico Lipani è noto per la sua illuminata e caritatevole opera di fondazione dell'Istituto Signore della città, fortemente voluto e difeso negli anni.
L'Istituto nacque per aiutare le fanciulle orfane e povere, figlie di zolfatai, prive di sostentamento in anni molto difficili per le classi più povere della città.
Il 15 ottobre 1885 ha inizio l'opera di assistenza e cura di 12 fanciulle orfane e abbandonate; presso dei piccoli locali annessi alla povera Chiesa del Santissimo Crocefisso, inizialmente aiutato da una giovane, Giuseppina Ruvolo (3 giugno 1839 - 9 agosto 1891), che emise i voti di povertà, obbedienza e castità davanti al Crocifisso Signore della Città, chiamato Cristo Nero, e si occupò delle piccole ospiti.
Nel 1892 tre delle prime orfanelle si presentarono a Padre Angelico per chiedergli di poter continuare l'opera dell'indimenticata suor Giuseppina, e un anno dopo emisero i voti, formando la prima comunità delle Suore Francescane del Signore della Città, essendo nominata superiora suor Veronica Guarnieri, economa suor Angelica Marotta, e maestra delle novizie suor Chiara Tuzzè. Padre Angelico fu, invece, nominato Direttore dell'Istituto.
Padre Angelico organizzò e si fece promotore dello Statuto delle Terziarie Francescane, affinché il loro lavoro di sostegno alle iniziative caritatevoli della Congregazione fossero riconosciute dalle autorità civili; riuscendo così ad ottenere un aiuto economico stabile da parte del comune di Caltanissetta.

### Rifondazione del Convento dei Cappuccini
Caltanissetta aveva già avuto in passato due conventi dei frati Cappuccini. Il primo vide la fondazione nel 1540 in località Xiboli, ma fu presto abbandonato per l'insalubrità e scomodità del posto; il secondo convento nato nel 1580 in località Pigni, dopo l'Unità d'Italia fu requisito e trasformato in Ospedale civile.
Il terzo convento fu voluto e rifondato grazie all'azione tenace di Padre Angelico Lipani, che l'8 dicembre 1885 acquistò un tumulo di terreno sulla collina Sallemi, attiguo alla chiesetta di San Michele alle Calcare. La chiesa era sorta nel 1625 nel luogo dove fu trovato il cadavere dell'appestato che, secondo la tradizione, fu fermato alle porte della città grazie all'azione di San Michele, che per questo diventò patrono della città di Caltanissetta. Annesso alla chiesa vi era un piccolo ospizio usato dalla locale Curia come seminario estivo per i chierici secolari.
Il 20 ottobre 1888 iniziò l'opera di edificazione del convento che fu completata nel 1897 e nel 1903 il Vescovo Ignazio Zuccaro formalizzò la cessione al frate e all'ordine dei frati Cappuccini la chiesa di San Michele e il seminario estivo. Il 4 dicembre 1904 insieme a tre confratelli Padre Angelico lasciò la precedente sede presso la chiesa di Santo Spirito fuori le mura, dando così inizio alla comunità francescana, tuttora esistente nel convento.

### Scritti ed insegnamento
Padre Angelico fondò e diresse il periodico: "Lo Svegliarino dei terziarii francescani", che trattava argomenti di vita cristiana, francescana ed evangelica; rivolto a tutti i fedeli specie quelli del Terzo Ordine Regolare di San Francesco.
Scrisse tre testi di grammatica latina:
- Epitomi di costruzione latina - Caltanissetta Tipografia del Progresso 1881,
- Elementi di prosodia latina - Caltanissetta 1888,
- Grammatica Latina ad uso dei Ginnasi - Caltanissetta Ed. Ricciani 1899.

Questi testi furono apprezzati da insigni latinisti coevi come il prof. Vallauti di Torino e il prof. Durando.

## Processo di Canonizzazione
Il 18 gennaio del 1997, per tramite del postulatore generale Padre Paolino Rossi, le Suore Francescane del Signore della città hanno inoltrato l'istanza di apertura del processo diocesano di canonizzazione di Padre Angelico Lipani al Vescovo Mons. Alfredo Maria Garsia. Nell'agosto dello stesso anno il Vescovo nomina come censori teologi i sacerdoti Carmelo Carvello e Massimo Naro per esaminare gli scritti e l'ortodossia dello stesso Padre cappuccino.
L'11 ottobre 1997 si apre ufficialmente la fase diocesana del Processo di Canonizzazione, il tribunale, in 86 sessioni, ha raccolto le testimonianze di 55 testimoni. Successive ricerche, fatte da una commissione storica nominata appositamente del Vescovo, hanno valutato i documenti trovati, scritti dallo stesso frate Cappuccino.
In data 9 luglio a 2001, a 81 anni esatti dalla morte del Frate, è stata indetta in Cattedrale a Caltanissetta una cerimonia solenne per la chiusura della fase diocesana del processo di canonizzazione di Padre Angelico Lipani. Successivamente il postulatore generale Padre Florio Tessari ha trasmesso gli atti del processo diocesano a Roma alla Congregazione per le Cause dei Santi, che, il 2 maggio 2008, ha emanato il decreto di validità dell'inchiesta diocesana, aprendo così la fase "vaticana" del processo.
Il 23 febbraio 2016 la Positio super vita et virtutibus (il documento che raccoglie tutte le testimonianze) è stata sottoposta al giudizio dei Consultori Storici che hanno dato il loro parere favorevole. Il 17 gennaio 2019 i Consultori Teologi hanno espresso voto unanimemente positivo.
Il 5 luglio 2019 papa Francesco ha autorizzato la Congregazione per le Cause dei Santi a promulgare il decreto riguardante le virtù eroiche di Padre Angelico, a cui viene, quindi, riconosciuto il titolo di venerabile.

## Padre Angelico nella letteratura
Alla figura di Padre Angelico Lipani è ispirato il racconto Padre Angelico dello scrittore nisseno Pier Maria Rosso di San Secondo, in esso il frate è descritto "vecchio, ha varcato da un pezzo la settantina, eppure non si sa perché, è fresco e giovanile". Lo scrittore sottolinea il candore e la semplicità della sua figura, descrivendolo come un "vecchio cherubino". Nello stesso racconto si trova la famosa frase, incisa sul monumento bronzeo dedicato a Padre Angelico nel giardino dell'Istituto: "Si chiama Padre Angelico e nome più appropriato non potrebbe avere".